# Matthias Buse
Matthias Buse (Zittau, 3 marzo 1959) è un dirigente sportivo ed ex saltatore con gli sci tedesco.
Durante la sua carriera agonistica gareggiò per la nazionale tedesca orientale.

## Biografia

### Carriera sciistica
Debuttò in campo internazionale ai Mondiali juniores del 1976 a Liberec (5°); due anni dopo, a Saint Croix 1978, vinse la medaglia d'argento. In Coppa del Mondo esordì il 30 dicembre 1980 a Oberstdorf (9°) e ottenne l'unico podio il 17 gennaio 1982 a Sapporo (3°).
In carriera prese parte a un'edizione dei Giochi olimpici invernali, Sarajevo 1984 (21° nel trampolino lungo), e a tre dei Campionati mondiali, vincendo due medaglie. Partecipò alla gara a squadre sperimentale ai Mondiali di Lahti 1978, nella quale il quartetto tedesco orientale - composto anche da Harald Duschek, Henry Glaß e Jochen Danneberg - si classificò primo.

### Carriera dirigenziale
Dal 2003 al 2006 è stato vicepresidente dello sci club per il quale gareggiò, che ha assunto la denominazione di VSC Klingenthal; in seguito è diventato responsabile dei trampolini della Vogtland Arena di Klingenthal.

## Palmarès

### Mondiali
- 2 medaglie:
  - 1 oro (trampolino normale a Lahti 1978)
  - 1 argento (gara a squadre a Sarajevo/Rovaniemi/Engelberg 1984)

### Mondiali juniores
- 1 medaglia:
  - 1 argento (a Saint Croix 1978)[1]

### Coppa del Mondo
- Miglior piazzamento in classifica generale: 15º nel 1982
- 1 podio (individuale):
  - 1 terzo posto

### Torneo dei quattro trampolini
- 1 podio di tappa:
  - 1 vittoria

#### Torneo dei quattro trampolini - vittorie di tappa
| Data             | Località   | Nazione        | Trampolino   |
| ---------------- | ---------- | -------------- | ------------ |
| 30 dicembre 1977 | Oberstdorf | Germania Ovest | Schattenberg |

### Campionati tedeschi orientali
- 2 ori (nel 1977; nel 1982)[1]